# Вікторіано Рівас Альваро
Вікторіано Рівас Альваро (ісп. Victoriano Rivas Álvaro; нар. 7 липня 1980, Сьюдад-Реаль), відомий як Нано (ісп. Nano) — іспанський футболіст, що грав на позиції центрального захисника, зокрема за «Хетафе», «Реал Бетіс» та «Леванте».
По завершенні ігрової кар'єри — тренер.

## Ігрова кар'єра
У дорослому футболі дебютував 1998 року виступами за нижчоліговий «Аморос». 2002 року приєднався до системи мадридського «Атлетіко», де протягом трьох років грав за «Атлетіко Мадрид Б» у другому і третьому іспанських дивізіонах.
2002 року перейшов до «Хетафе», де, ставши одним з основних центральних захисників, за два роки допоміг команді здобути право виступів в елтній Ла-Лізі і в сезоні 2004/05 дебютував у найвищому дивізіоні Іспанії.
Влітку 2005 року перебрався до іншого представника Ла-Ліги, клубу «Реал Бетіс», в освному складі якого вже, утім, не мав гарантованого місця і протягом трьох наступних сезонів був гравцем ротації. Сезон 2008/09 проводив в оренді у команді «Реал Вальядолід», під час якої «Реал Бетіс» втратив місце в Ла-Лізі. Провівши за нього в сезоні 2009/10 лише одну гру, влітку 2010 перейшов до «Леванте», у складі якого знову був основним гравцем на рівні елітного іспанського дивізіону.
Завершив ігрову кар'єру в китайському «Гуйчжоу Женьхе», за який виступав протягом 2012—2014 років.

## Кар'єра тренера
Розпочав тренерську кар'єру невдовзі по завершенні кар'єри гравця, 2015 року, увійшовши до тренерського штабу клубу «Хімнастік» (Таррагона).
Згодом протягом 2016—2017 років тренував команду «Хетафе Б», після чого у травні 2017 повернувся до «Хімнастіка» вже як головний тренер, пропрацювавши у такому статусі лише протягом заключних трьох турів чемпіонату. Згодом знову очолював тренерський штаб цієї команди у січні-травні 2018 року.
12 листопада того ж 2018 року був призначений головним тренером бельгійського «Руселаре», який залишив вже у січні 2019 після шести проведених командою під його керівництвом ігор.